# Shame (1921)
Shame é um filme mudo de 1921 dirigido por Emmett J. Flynn.

## Sinopse
Em Xangai, viúvo, William Fielding é ajudado por Li Clung, o fiel secretário, que também cuida de David, filho de Fielding, confiando-o aos cuidados de uma jovem chinesa. A garota está apaixonada por Foo Chang, um comerciante, que, convencido de que a criança é seu filho, mata Fielding por ciúmes. Li Clung então leva o pequeno David para San Francisco, para seu avô, onde o menino cresce, herdando os bens de seu pai.
Agora adulto, David se casa. Foo Chang também quer envolver David em seu tráfico ilícito e revela a ele que sua mãe é chinesa e que ele é mestiço. Sem pedir confirmação a Li Clung, David deixa San Francisco e vai para o Alasca. Ele é seguido por sua esposa e fiel Li. No Alasca, Li Clung mata Foo Chang e depois explica a David que sua mãe era branca, não chinesa. David agora pode ir para casa com sua esposa e Li Clung.

## Elenco
- John Gilbert como William Fielding / David Field
- Michael D. Moore como David, cinco anos (creditado como Mickey Moore)
- Frankie Lee como David, dez anos
- George Siegmann como Foo Chang
- William V. Mong como Li Clung
- George Nichols como Jonathan Fielding
- Anna May Wong como Lotus Blossom
- Rosemary Theby como A Tecelã dos Sonhos
- Doris Pawn como Winifred Wellington
- David Kirby como 'Once-over' Jake (creditado como 'Red' Kirby)